# Крист Новоселич
Крист Антъни Новоселич (на хърватски: Krist Novoselić), известен и като Крис Новоселич (на английски: Chris Anthony Novoselic), е американски музикант от хърватски произход. Крист Новоселич е най-известен като басист на групата Нирвана.

## Биография
Крист е роден в Комптън, щата Калифорния на 16 май 1965 г. Израства в Сан Педро, Калифорния. През 1979 г. семейството му се мести в Абърдийн, щата Вашингтон поради нарастването на цените на недвижимото имущество в Калифорния. През 1980 г. Крист се връща в Хърватско и учи една година в гимназия там. Един ден, вече след като се е върнал пак в Абърдийн, по-малкият му брат Робърт води в къщата им Кърт Кобейн. Крист по това време слуша много силно музика на втория етаж, а брат му Робърт обяснява на Кърт, че това горе е брат му Крист, който слуша пънк-рок.

## След Нирвана
След разпадането на Нирвана Крист се отдава на музикални и политически проекти. Крист отказва на Дейв Грол да се присъедини към Фу Файтърс, поради това, че хората биха си помислили, че Фу Файтърс се опитва да капитализира на популярността на Нирвана. През 1995 Крист сформира групата Суийт 75, която издава един-единствен албум със същото име. През 1999 г. се присъединява към Джело Биафра и бившия китарист на Саундгардън Ким Тейл в групата No WTO Combo. След това сформира група заедно с бившия вокал на Мийт Пъпетс Кърт Къркуд и бившия барабанист на Съблайм Бъд Гоу, наречена Айс Адрифт, която се разформира 2003 г. Към ноември 2006 г. Новоселич се присъединява към групата Флипър за тяхното турне във Великобритания и Ирландия.